# 逆転人生
『逆転人生』（ぎゃくてんじんせい）は、NHK総合テレビジョンで2019年4月1日から2022年3月14日まで放送されていたドキュメンタリー番組。

## 概要
人々が希望と工夫でやり遂げた真実の物語について紹介するといった内容である。
2017年・2018年に放送されたパイロット版での番組名は『逆・転・人・生』である。
本人による回顧の体裁を採り、レギュラー放送初回の野田圭一をはじめ、置鮎龍太郎、川庄美雪、斉藤貴美子、島田敏、谷昌樹など青二プロダクションの声優がナレーションを担当する。
NHKの編成変更に伴い、2022年3月を以て終了、3年間のレギュラー放送ならびにパイロット版から換算して5年の歴史に幕を下ろす。後番組には同年1月11日に特番として放送した『映像の世紀 バタフライエフェクト』がレギュラー昇格して放送開始。

## 放送リスト

### パイロット版
| 回     | 放送日  | 副題                       | ゲスト                                                               | 備考                  |        |        |
| 2017年 | 2017年  | 2017年                     | 2017年                                                               | 2017年                | 2017年 | 2017年 |
| ------ | ------- | -------------------------- | -------------------------------------------------------------------- | --------------------- | ------ | ------ |
| 1      | 5月8日  |                            | 関根勤 柴田理恵 真野恵里菜                                           | 司会：松尾剛・ 塚原愛 |        |        |
| 2      | 10月7日 |                            | 土田晃之 松本明子 舟山久美子 村松謙一 田中ウルヴェ京 湯澤剛 土屋光正 | 司会：松尾剛 塚原愛   |        |        |
| 2018年 |         |                            |                                                                      |                       |        |        |
| 3      | 5月26日 | えん罪・奇跡の逆転無罪判決 | 三田寛子 山中慎介 原田宏二 指宿信                                    |                       |        |        |
| 4      | 8月4日  | 豆腐をアメリカに広めた男   | パトリック・ハーラン 宮澤エマ 雲田康夫 西尾俊治                      |                       |        |        |

### レギュラー版
| 回             | 放送日                             | 副題                                                    | ゲスト                                                                                      | 出演                                                                                          | 語り                           | 備考 |
| 2019年         | 2019年                             | 2019年                                                  | 2019年                                                                                      | 2019年                                                                                        | 2019年                         | 2019年 |
| -------------- | ---------------------------------- | ------------------------------------------------------- | ------------------------------------------------------------------------------------------- | --------------------------------------------------------------------------------------------- | ------------------------------ | --- |
| 1              | 4月1日                             | 最強AppleVS.貧乏発明家                                  | 齋藤憲彦（個人発明家）                                                                      | 高橋真麻 小宮浩信 荒井寿光（元特許庁長官）                                                    | 野田圭一                       | |
| 2              | 4月8日                             | 母は強し!連続雪崩から奇跡の生還                         | 小松輝久（旅館経営者） 小松志保（女将）                                                     | 北斗晶 松本伊代 サニーカミヤ（危機管理アドバイザー）                                          | 吉川未来                       | |
| 3              | 4月15日                            | 金星探査機あかつき 執念のカムバック                     | 中村正人（JAXA あかつきプロジェクトマネージャ）                                             | 足立梨花 山崎直子（宇宙飛行士）                                                               | 竹本英史                       | |
| 4              | 4月22日                            | 劇的再会!生き別れた父と娘                               | サリー・ラッド                                                                              | 仲宗根泉 ユージ 村上雄一（福島大学教授）                                                      | 斉藤貴美子                     | |
| 5              | 5月6日                             | 伝説のロックシンガー 復活の歌                           | 奥野敦士（ROGUEボーカル）                                                                   | 高橋ジョージ 上白石萌音 田家秀樹（音楽評論家）                                                | 門田裕                         | 2019年12月16日に再放送                                                                                          |
| 6              | 5月13日                            | 凡人、天才に勝つ 遅咲き棋士の大勝負                     | 今泉健司（棋士）                                                                            | つるの剛士 潮田玲子                                                                           | 堀川りょう                     | |
| 7              | 5月20日                            | 世界最大級のネット炎上                                  | 唐澤貴洋（弁護士）                                                                          | 田中卓志 ダレノガレ明美 吉野ヒロ子（帝京大学講師）                                            | 神奈延年                       | |
| 8              | 5月27日                            | ヤクザから牧師へ 壮絶な転身人生はやり直せる             | 鈴木啓之（牧師）                                                                            | 木村祐一 佐藤仁美 浜井浩一（龍谷大学教授）                                                    | 金光祥浩                       | |
| 9              | 6月3日                             | 復活!奇跡のしょうゆ 被災地の逆転劇                      | 河野通洋（株式会社八木澤商店 代表取締役）                                                   | 村上弘明 秋元才加 高橋万太郎（株式会社伝統デザイン工房 代表）                                 | 五味洸一                       | |
| 10             | 6月10日                            | 革命すし!かつては閑古鳥                                 | 中治勝 中治みえ子（初音鮨）                                                                 | 哀川翔 光浦靖子                                                                               | 池水通洋                       | 2019年9月2日に再放送                                                                                            |
| 11             | 6月17日                            | 世界に誇るクラゲ水族館 閉館危機からの奇跡               | 村上龍男（鶴岡市立加茂水族館 名誉館長）                                                     | 岡田結実 関根勤                                                                               | 島田敏                         | |
| 12             | 6月24日                            | 逆転の日本酒 世界に羽ばたく                             | 桜井博志（旭酒造 代表取締役社長）                                                           | 六角精児 安田美沙子                                                                           | 坂口哲夫                       | |
| 13             | 7月1日                             | ヤマユリ咲き誇るゴミ処理場                              | 石坂典子（石坂産業 代表取締役社長）                                                         | SHELLY 田中卓志                                                                               | 高島雅羅                       | 2021年1月11日に再放送                                                                                           |
| 14             | 7月22日                            | 逆転金メダル スラム街の奇跡                             | 藤井裕子（柔道ブラジル男子代表監督）                                                        | 篠原信一 小倉優子                                                                             | 皆口裕子                       | 2020年3月16日に再放送                                                                                           |
| 15             | 7月29日                            | 執念の開発!世界が驚いた 認知症治療薬                    | 杉本八郎（脳科学者 薬学者）                                                                 | 古坂大魔王 藤本美貴 新井平伊（順天堂大学名誉教授）                                            | 蟹江俊介                       | |
| 16             | 8月19日                            | 東京パラリンピック1年前スペシャル                       | 成田真由美（パラ競泳） 村上光輝（ボッチャ日本代表コーチ）                                   | 山崎静代 原晋（青山学院大学駅伝部監督）                                                       | 小松由佳 神奈延年              | 19:30～20:42に拡大版として放送                                                                                  |
| 17             | 8月26日                            | 受験全滅 不登校から大逆転                               | 石井志昂（「不登校新聞」編集長）                                                            | 中川翔子 北斗晶                                                                               | 向田至                         | |
| 18             | 9月9日                             | 武闘派!日本初の全盲弁護士                               | 竹下義樹（つくし法律事務所 代表）                                                           | 野口健 高橋メアリージュン                                                                     | 龍田直樹                       | |
| 19             | 9月16日                            | 兄弟が開発 人気の密閉鍋 町工場の誇りを取り戻す          | 土方邦裕、土方智晴（愛知ドビー社長 副社長）                                                 | 浜島直子 はなわ                                                                               | 赤羽根健治 半田裕典            | |
| 20             | 9月23日                            | 高校中退 おちこぼれがバリスタ世界一に!                  | 井崎英典（バリスタ）                                                                        | 為末大 山口もえ                                                                               | 野島健児                       | |
| 21             | 9月30日                            | 消せるボールペン 逆転大ヒット！                         | 中筋憲一（パイロットインキ元技術者、元社長）                                                | 飯尾和樹 生駒里奈                                                                             | 古川登志夫                     | |
| 22             | 10月7日                            | シワが改善!夢の美容液                                   | 末延則子（ポーラ研究員）                                                                    | IKKO 井森美幸                                                                                 | 中友子                         | |
| 23             | 10月21日                           | 中国のカリスマ日本語教師 涙の青春スピーチ               | 笈川幸司（元お笑い芸人）                                                                    | 草彅剛 段文凝                                                                                 | 置鮎龍太郎                     | |
| 24             | 10月28日                           | さようならコンプレックス 体重103キロの幸せ大逆転        | 羽林由鶴（心理カウンセラー）                                                                | 岩尾望 光浦靖子                                                                               | 川庄美雪                       | |
| 25             | 11月11日                           | 逆転裁判!警察のウソを暴け                               | 二本松進（冤罪被害者）                                                                      | 柴田理恵 高橋真麻                                                                             | 谷昌樹                         | |
| 26             | 11月18日                           | 元暴走族総長 覚悟の再出発 少年少女の更生を見守る        | 工藤良（田川ふれ愛義塾 理事長）                                                             | 北斗晶 大島優子 浜井浩一（矯正・保護総合センター長）                                          | 中尾良平                       | |
| 27             | 11月25日                           | 現役社員が語る!内部通報の悪夢 上司たちとの1000日戦争    | 濱田正晴（オリンパス 元社員）                                                               | 関根勤 SHELLY 日野勝吾（淑徳大学 教授）                                                       | 島田敏                         | |
| 28             | 12月2日                            | 宇宙到達!民間ロケット                                   | 稲川貴大（宇宙開発技術者）                                                                  | 山崎直子 土田晃之                                                                             | 徳山靖彦                       | |
| 29             | 12月9日                            | 町工場が大躍進 転倒減らす介護シューズ                   | 十河孝男（徳武産業 会長）                                                                   | ビビる大木 MEGUMI 山口義行（経済学者）                                                        | 谷昌樹                         | |
| 2020年         |                                    |                                                         |                                                                                             |                                                                                               |                                | |
| 30             | 1月6日                             | 全国から注目 離島の高校 廃校危機から変革が起きた        | 吉元操（海士町副町長）、岩本悠（島根県教育魅力化特命官） 濱板健一（海士町立福井小学校校長） | 田中美佐子 金子貴俊                                                                           | 私市淳                         | |
| 31             | 1月13日                            | 注目の着ぐるみ工場 “社員の輝き”で大躍進                 | 加納ひろみ                                                                                  | スザンヌ 大島美幸 小室淑恵                                                                    | 寺瀬今日子                     | |
| 32             | 1月20日                            | 再生回数2億回! ドリブルの達人                           | 岡部将和（元フットボール選手）                                                              | 前園真聖 足立梨花                                                                             |                                | |
| 33             | 1月27日                            | スター・ウォーズのCGを手がけた 脱サラ証券マン           | 成田昌隆                                                                                    | 川島明 河北麻友子                                                                             | 竹本英史                       | |
| 34             | 2月3日                             | 甘さが人気 ブランドねぎ誕生 日系人が壮絶な奮闘          | 斎藤俊男                                                                                    | デーブ・スペクター 高橋みなみ アンジェロ・イシ                                                | 平野正人                       | |
| 35             | 2月10日                            | “人づき合いが苦手”から大逆転! 新進気鋭のロボット開発者  | 吉藤健太朗                                                                                  | 市川紗椰 山田ルイ53世                                                                         | 鈴木賢                         | |
| 36             | 2月17日                            | 逆転の無罪判決!強盗犯に間違われた男                     | 土井佑輔                                                                                    |                                                                                               | 金光祥浩                       | |
| 37             | 3月2日                             | 鑑識捜査官の熱き生きざま                                | 戸島國雄                                                                                    | 船越英一郎 大島麻衣                                                                           | 池水通洋                       | |
| 38             | 3月9日                             | 美智子、86才 ゴールデン街 伝説の“マリア”                | 佐々木美智子                                                                                | 柴田理恵                                                                                      | 室井滋                         | |
| 39             | 3月30日                            | 受験生必見!逆転合格、偏差値35から東大へ                 | 西岡壱誠                                                                                    | DJ KOO ヒャダイン 尾木直樹                                                                    | 菅沼久義                       | |
| 40             | 4月13日                            | 命の逆転劇!医師と子どもたちの感動マンガ                 | 田中宏明                                                                                    | 高橋真麻 金子貴俊                                                                             | 森田成一                       | |
| 41             | 4月20日                            | 中小企業を支える 借金地獄サバイバー                     | 吉川博文                                                                                    | 高橋みなみ 児嶋一哉 髙井章光                                                                  | 新井秀和                       | |
| 42             | 4月27日                            | SNSがつないだ とんかつ店の奇跡                          | 金子友則                                                                                    | 井上裕介 ファーストサマーウイカ 飯髙悠太                                                      | 高塚正也                       | |
| 43             | 5月11日                            | 緊急企画! 新型コロナウイルス 逆転の秘策                 | 笈川幸司 桜井博志 西岡壱誠                                                                  |                                                                                               |                                | 2019年6月24日、10月21日、2020年3月30日の放送内容を再編成。                                                      |
| 44             | 5月18日                            | 船場吉兆の息子が語る 転落からの生き直し                 | 湯木尚二                                                                                    | 木村祐一 三田寛子                                                                             | 磯部弘                         | |
| 45             | 5月25日                            | 親子2代の夢を実現 世界が認めたウイスキー                | 肥土伊知郎                                                                                  | 本木雅弘 磯山さやか 土屋守                                                                    | 寺本勲                         | |
| 46             | 6月1日                             | 認知症の親が鉄道事故に 社会を動かした逆転裁判           | 高井隆一                                                                                    | 棚村政行 結城康博 柴田理恵 渡辺満里奈                                                         | 古川登志夫                     | |
| 47             | 6月8日                             | eスポーツ大逆転! 長崎のゲーセンから世界に挑む           | チクリン                                                                                    | 関根勤 佐藤かよ                                                                               | 松野太紀                       | |
| 48             | 6月15日                            | バリスタ世界王者が教える、 自宅で最高コーヒー!          | 井崎英典                                                                                    | 山口もえ 為末大                                                                               | 野島健児                       | 2019年9月13日放送分を再編集                                                                                     |
| 49             | 6月22日                            | 肝っ玉母さんの波乱万丈                                  | 小澤静江                                                                                    | 小澤輝真 浜井浩一                                                                             | 斉藤貴美子                     | |
| 50             | 7月13日                            | 救急医の気骨 型破りの挑戦                               | 上原淳                                                                                      | 高橋英樹 SHELLY 山上浩                                                                        | 江原正士                       | |
| 51             | 7月20日                            | 40代で職を転々…人生終盤に輝くヒント                     | 遠藤正己                                                                                    | 武田真治 丘みどり 相島一之 須藤理彩                                                           | 青野敏行                       | |
| 52             | 7月27日                            | 娘はなぜ死んだ?学校との対立の果てに                     | 桐田寿子                                                                                    | 桐淵博 松村邦洋                                                                               | 山崎和佳奈 谷昌樹              | |
| 53             | 8月3日                             | 40億の借金を16年で返済 ある居酒屋の挑戦                 | 湯澤剛（株式会社ユサワフードシステム代表取締役）                                            | 児嶋一哉 森泉                                                                                 | 竹内良太                       | |
| 54             | 8月17日                            | 伝説のパンダ飼育員 命の大逆転劇                         | 熊川智子                                                                                    | 柴田英嗣 篠田麻里子                                                                           | 磯山さやか                     | |
| 55             | 9月7日                             | 少年院・刑務所から再出発 “一発アウト”の社会に挑む       | 三宅晶子                                                                                    | 宇梶剛士 ゆきぽよ                                                                             | 川瀬真理                       | |
| 56             | 9月14日                            | マラリアを予防せよ 命の蚊帳を世界に届ける               | 奥野武、水野達男                                                                            | 藤本美貴 野口健 山本太郎                                                                      | 池水通洋 平野正人 堀越真己     | |
| 57             | 9月21日                            | 武闘派!日本初の全盲弁護士                               | 竹下義樹（つくし法律事務所 代表）                                                           | 野口健 高橋メアリージュン                                                                     | 龍田直樹                       | 2019年9月9日放送分を再編集                                                                                      |
| 58             | 9月28日                            | 超絶マジシャン どん底からの逆転イリュージョン           | メイガス                                                                                    | 生駒里奈 平野ノラ                                                                             | 神谷浩史                       | |
| 59             | 10月5日                            | コロナ新時代の先駆け旅館 逆転のヒントは“働き方改革”！？ | 宮﨑知子                                                                                    | 星野佳路 吉田敬                                                                               | 小松由佳                       | |
| 60             | 10月12日                           | 全米熱狂!夫婦でつかんだ逆転KO                           | 石田順裕                                                                                    | 関根勤 山崎静代                                                                               | 高塚正也                       | |
| 61             | 10月19日                           | 世界が認めた庭園デザイナー どん底からの金メダル         | 石原和幸                                                                                    | 柴田理恵 長濱ねる                                                                             | 山寺宏一                       | |
| 62             | 10月26日                           | どん底から世界へ 不屈のアーティストたち                 | タケダサナ 大前光市                                                                         | 又吉直樹 岡田結実                                                                             | 斉藤貴美子 奥野壮              | |
| 63             | 11月2日                            | 過疎地の病院を救え 新米医師の奮闘                       | 江角悠太、伊関友伸                                                                          | ウド鈴木 高橋真麻                                                                             | 神奈延年                       | |
| 64             | 11月9日                            | 娘に心臓移植を!執念の募金3億円                          | 青山竜馬                                                                                    | SHELLY モーリー・ロバートソン                                                                 | 森田成一                       | |
| 65             | 11月16日                           | 難病の女性が奇跡の出産 二つの命をめぐる決断             | 寺嶋千恵子                                                                                  | 北斗晶 友利新                                                                                 | 小松由佳 斉藤貴美子            | |
| 66             | 11月30日                           | 魂の解放!LGBTパレードはこうして生まれた                 | 南定四郎                                                                                    | 三橋順子                                                                                      | 野田圭一                       | |
| 67             | 12月7日                            | 史上最大の番狂わせ 逆転トライ生んだ立て役者             | 荒木香織                                                                                    | 小杉竜一 松本薫                                                                               | 大後寿々花                     | |
| 68             | 12月14日                           | 一獲千金!マグロの初競り                                 | 竹内薫                                                                                      | さかなクン 久保田かずのぶ                                                                     | 青森伸                         | |
| 2021年         |                                    |                                                         |                                                                                             |                                                                                               |                                | |
| 69             | 1月4日                             | 傷だらけの天才力士 ～照ノ富士 奇跡の復活劇～            | 照ノ富士春雄                                                                                | 刈屋富士雄 市川紗椰                                                                           | 落合福嗣                       | |
| 70             | 1月18日                            | じり貧競馬場 執念の復活劇                               | 雑賀正光                                                                                    | 酒井一圭 井森美幸                                                                             | 田中亮一                       | |
| 71             | 1月25日                            | 貧困の連鎖を断て!西成高校の挑戦                         | 山田勝治                                                                                    | 前田裕二 朝日奈央                                                                             | 吉水孝宏 竹田海渡              | |
| 72             | 2月1日                             | “奇跡の湯”守る3兄弟 大災害からの再出発                  | 河津誠 宮本匠                                                                               | 宮崎美子 市川沙椰                                                                             | 掛川裕彦                       | |
| 73             | 2月8日                             | 卵かけご飯に大行列 “ひねくれ者”が夢を実現               | 西垣源正                                                                                    | 田中卓志 生駒里奈                                                                             | 龍田直樹                       | |
| 74             | 2月15日                            | 一つ星店シェフの覚醒 副業に成長のチャンス！？           | 村山太一 中原淳                                                                             | 厚切りジェイソン SHELLY                                                                       | 日野聡                         | |
| 75             | 2月22日                            | 豆腐をアメリカに広めた男                                | 雲田康夫 西尾俊治                                                                           | パトリック・ハーラン 宮澤エマ                                                                 | 塩屋浩三                       | |
| 76             | 3月1日                             | あの日“加害者”になった私 東電社員たちの10年             | 矢島一男、北村秀城、永井康統                                                                | 丸山桂里奈                                                                                    | 陰山真寿美                     | |
| 77             | 3月15日                            | コロナ禍でほっこり! どん底スーパーのフルーツサンド      | 大山皓生                                                                                    | 井上裕介 小嶋陽菜 飯高悠太                                                                    | 赤羽根健治                     | |
| 78             | 3月29日                            | 人生100年時代!楽しく学ぼうライフシフト                  | 薄井シンシア                                                                                | チョコレートプラネット 柴田理恵                                                               | 占部房子                       | |
| 79             | 4月5日                             | 話題の毛筆フォント 親子3代が執念の開発                  | 坂口綱紀 坂口茂樹 坂口太樹                                                                  | 片瀬那奈 鈴木広光                                                                             | 池水通洋 谷昌樹                | |
| 80             | 4月12日                            | 電光石火!コロナ禍で売上ゼロからの逆転                   | 山野智久                                                                                    | 河北麻友子 吉村崇                                                                             | 神奈延年                       | |
| 81             | 4月19日                            | 脱北女性が成し遂げた愛の逆転劇                          | キム・スジン                                                                                | 関根勤 吉田沙保里 石丸次郎                                                                    | 鈴木麻里子                     | |
| 82             | 4月26日                            | 頑固おやじが開発 世界が驚いた串刺し機                   | 小嶋道弘                                                                                    | 磯山さやか 田中卓志                                                                           | 江川央生 斉藤貴美子            | |
| 83             | 5月10日                            | 宗教2世 親に束縛された人生からの脱出                    | 坂根真実                                                                                    | 北斗晶 佐々木健介                                                                             | 小松由佳                       | |
| 84             | 5月17日                            | 常識外れを貫いた風雲児 世界が驚いた糸を開発             | 佐藤正樹                                                                                    | 森泉 岩尾望 山口義行                                                                          | 福原耕平                       | |
| 85             | 5月24日                            | 荒波こえて挑み続ける 伝説ボートレーサー                 | 日高逸子 日高邦博                                                                           | 水野美紀 吉田敬 植木通彦                                                                      | 小松由佳 高塚正也              | |
| 86             | 5月31日                            | 人のつながりでチームは輝く 伝説バスケットマンの覚醒     | 折茂武彦                                                                                    | 吉村崇 竹下佳江                                                                               | 磯部弘                         | |
| 87             | 6月7日                             | 日帰り登山のはずが…地獄のサバイバル14日間               | 多田純一                                                                                    | 吉村崇 サニーカミヤ                                                                           | 徳山靖彦                       | |
| 88             | 6月14日                            | 緊張で負け続けたバーテンダー 無冠から世界一への大逆転!  | 金子道人                                                                                    | 千葉雄大 高橋真麻                                                                             | 正門良規                       | |
| 89             | 6月21日                            | ネット中傷・絶望からの生還 スマホで心病んだ女性の逆転劇 | 高橋美清                                                                                    | カンニング竹山 ゆきぽよ                                                                       | 七海薫子                       | |
| 90             | 6月28日                            | 夫が残した“終わらないブログ”                            | 久保香                                                                                      | IKKO 坂口幸弘                                                                                 | 斉藤貴美子                     | |
| 91             | 7月5日                             | 産後太りは怖くない!ママたちの幸せ逆転劇                 | かのまん                                                                                    | 北斗晶 河北麻友子                                                                             | 小林ゆう                       | |
| 92             | 7月12日                            | 夏に涼しさ革命を!ファン付き作業服                       | 市ヶ谷弘司、胡桃澤武雄                                                                      | 河野純喜 渚（尼神インター）                                                                   | 田中亮一 鈴木麻里子            | |
| 93             | 8月23日                            | 車いすラグビー日本代表 執念の逆転劇                     | 池透暢 倉橋香衣                                                                             | 山崎静代                                                                                      | 瀬戸麻沙美 黒田崇矢 諏訪部順一 | |
| 94             | 9月6日                             | 下町工場が奇跡の再建！せんべい兄弟の大逆転劇            | 笠原健徳                                                                                    | 長田庄平 黒沢かずこ 笠原忠清                                                                  | 神奈延年 金本涼輔 小山裕香     | |
| 95             | 9月13日                            | ブルースシンガーの挑戦 犬との絆で笑顔を広げる           | 大木トオル                                                                                  | カンニング竹山 市川紗椰                                                                       | 山寺宏一                       | |
| 96             | 10月4日                            | 船場吉兆・働き方改革旅館 話題の逆転劇その後             | 湯木尚二 宮崎知子                                                                           |                                                                                               | 磯部弘 小松由佳                | 2020年5月8日、10月5日の放送内容を再編集                                                                         |
| 97             | 10月11日                           | 人生“最期の食事”で逆転できる                            | 大谷幸子                                                                                    | 梅宮アンナ 田村淳                                                                             | あだち理絵子                   | |
| 98             | 10月18日                           | ニッチ市場で急成長!小柄服ブランド                       | 田中絢子                                                                                    | 篠原ともえ バービー 原田曜平（信州大学特任教授） 津田匡保（ファンベースカンパニー代表取締役） | 白石涼子                       | |
| 99             | 11月1日                            | 娘が残した宿題 社会を変えた医療裁判                     | 勝村久司                                                                                    | 柴田理恵 高橋真麻                                                                             | 津田健次郎                     | |
| 100            | 11月8日                            | コロナ禍の希望に!不屈のヒーローの逆転劇                 | 海老名保                                                                                    | 藤岡弘、 生駒里奈                                                                             | 山本匠馬                       | |
| 101            | 11月15日                           | フリーターから世界一のパイロットへ 福島で起きた奇跡     | 室屋義秀                                                                                    | 前園真聖 川栄李奈                                                                             | 日野聡                         | |
| 102            | 11月22日                           | 殺人のえん罪を晴らせ 43年がかりの逆転劇                 | 桜井昌司                                                                                    | 田村淳                                                                                        | 坂口哲夫                       | |
| 103            | 11月29日                           | 最強ウイルスと闘った男 口てい疫からの逆転               | 日高義暢                                                                                    | 岡田結実 斉藤慎二                                                                             | 鈴木賢                         | |
| 104            | 12月6日                            | 逆転ゼミ～地域再生ヒットの法則～                        | 木下斉                                                                                      | 田中卓志 磯山さやか 河北麻友子 久保田かずのぶ                                                 |                                | 2020年11月2日、2021年2月8日の放送内容を再編集                                                                   |
| 105            | 12月13日                           | 神様がくれた奇跡のバックホーム                          | 横田慎太郎                                                                                  | 佐藤隆太 千秋                                                                                 | 中村拳司                       | 2023年7月23日に近畿地方にて再放送。放送後はNHKプラスにて1週間配信が行われ、その後8月29日にBS1にて再放送された。 |
| 2022年         |                                    |                                                         |                                                                                             |                                                                                               |                                | |
| 106            | 1月24日                            | 日本初のセクハラ裁判が教えてくれる15のコト              | 晴野まゆみ                                                                                  | SHELLY マヂカルラブリー                                                                       | 平野文                         | |
| 107            | 1月31日                            | 世界がラブコール!人生を輝かす振り付け師                 | RIEHATA                                                                                     | AI                                                                                            | 小松未可子                     | |
| 1010月21日閲覧 | 地域BS1はUP!西日本豪雨逃げ遅れゼロ | 川田一馬                                                | 津田篤宏 高橋真麻                                                                           | 塩屋浩三                                                                                      |                                | |
| 109            | 2月28日                            | 逆転の人事改革!会社を変えた新リーダー                   | 前田大介                                                                                    | ROLAND 秋元真夏                                                                               | 木村良平                       | |
| 110            | 3月7日                             | 泣き虫スケボーコーチ 悲願の金メダル                     | 早川大輔                                                                                    | 中澤佑二 朝日奈央 堀米雄斗                                                                    | 高塚正也                       | |
| 111            | 3月14日                            | 巨額の投資詐欺事件 銀行の不正を暴け                     | 冨谷皐介                                                                                    | 田村淳 高橋真麻                                                                               | 坂口哲夫                       | |

## 司会
- 山里亮太（南海キャンディーズ）[6]
- 杉浦友紀（NHKアナウンサー）